# 磯村一路
磯村 一路（いそむら いつみち、1950年11月30日 - ）は日本の映画監督、脚本家。アルタミラピクチャーズ専務取締役。岐阜県出身。

## 来歴・人物
岐阜県立岐阜高等学校、早稲田大学第一文学部社会学専修卒業。
カメラマンを目指していたが大学卒業後はデザイン会社に勤務するかたわら、新宿のジャズ喫茶などで映画の上映会を主催。その上映会のゲストで来ていた若松孝二監督に声をかけられ、ずっと興味があった映画に関わりたいと会社を退職してアルバイトをする。1977年から助監督として若松に師事。神代辰巳、崔洋一、高橋伴明監督らの作品にも携わる。
1979年、『レイプゾーン/犯しの履歴書』により監督デビュー。以後はピンク映画の監督と平行して助監督、製作主任を務める。1989年に、『ギャッピー ぼくらはこの夏ネクタイをする!』にて一般作品を初監督（1990年公開）。1993年、桝井省志プロデューサー、周防正行監督らとともにアルタミラピクチャーズを設立。1996年の周防監督作品『Shall we ダンス?』では、イギリスロケのプロデューサーを担当している。
1998年の『がんばっていきまっしょい』は、主演の田中麗奈らに対するものも含め、その年の映画賞を複数受賞した。
インタビューでは「やはり僕から見ると女性というのは永遠に謎で、撮れば撮るほどわからないところが面白いんです」と話している。

## 主な作品

### 映画

#### 監督
- 『レイプゾーン/犯しの履歴書』（1979年）- 監督（オムニバスの一編）
- 『ワイセツドキュメント 連続変質魔』（1980年）
- 『変態花嫁探し』（1980年）- 脚本・監督
- 『OL変態色情』（1980年）- 脚本・監督
- 『狂った情事 おしゃぶり』（1981年）- 脚本・監督
- 『猟奇変質魔』（1981年）- 監督
- 『色情魔性拷問』（1982年）- 監督
- 『新任教師 ダブルONANIE』（1983年）- 監督（北川徹名義）
- 『変態犯す』（1983年）- 監督（北川徹名義）
- 『緊縛セーラー服』（1984年）- 監督（北川徹名義）
- 『愛欲の日々 エクスタシー』（1984年）- 脚本・監督
- 『緊縛 鞭と縄』（1984年）- 脚本・監督（北川徹名義）
- 『緊縛 鞭とハイヒール』（1985年）- 脚本・監督（北川徹名義）
- 『団地妻 ニュータウン暴行魔』（1987年）- 監督
- 『変態』（1987年）- 監督（北川徹名義）
- 『ギャッピー ぼくらはこの夏ネクタイをする!』（1990年）- 脚本・監督
- 『1990牡丹燈篭』（1990年）- 企画・脚本・監督
- 『あさってDANCE』（1991年）- 監督
- 『人間交差点 道』（1993年）- 脚本・監督
- 『姐 極道を愛した女 桐子』（1993年）- 監督
- 『Jリーグを100倍楽しく見る方法!!』（1994年）- 監督（アニメーション）
- 『目を閉じて抱いて』（1996年）- 監督
- 『がんばっていきまっしょい』（1998年）- 脚本・監督
- 『群青の夜の羽毛布』（2002年）- 監督
- 『船を降りたら彼女の島』（2003年）- 脚本・監督
- 『解夏』（2004年）- 脚本・監督
- 『雨鱒の川』（2004年）- 脚本・監督
- PETBOX「トカゲ、飛んだ?」（2006年）- 監督
- 『歌謡曲だよ、人生は』第1話「僕は泣いちっち」（2007年）- 脚本・監督（オムニバスの一編）
- 『瞬 またたき』（2010年）- 脚本・監督
- 『おかあさんの木』（2015年）- 脚本・監督

#### 脚本
- 『のぞき』（1983年）
- 『マゾヒスト』（1985年）
- 『シンデレラ・エクスタシー　黒い瞳の誘惑』（1988年）
- 弘兼憲史シネマ劇場『黄昏流星群』（2002年）

#### プロデューサー
- 『Shall we ダンス?』（1996年）- UKプロデューサー

### テレビドラマ
- ドラマダス『学問ノススメ』（1990年　関西テレビ）- 脚本・監督
- La cuisine『鯵のたたき』（1992年　フジテレビ）- 演出
- 『夏少女ウメ子』（2001年、BS-i）- 演出

### Vシネマ
- 『大激突』（1993年）- 監督
- 『闇金の帝王　銀と金2』（1994年）- 脚本・監督
- 『特攻レディース　夜露死苦!』（1994年）- 脚本

## 受賞歴
- 『がんばっていきまっしょい』
  - 第20回ヨコハマ映画祭 監督賞[5]
  - 第49回文化庁芸術選奨新人賞
  - 第8回日本映画プロフェッショナル大賞 監督賞
  - 全国映連賞　監督賞
  - 第41回朝日ベストテン映画祭（1999年）第1位
  - 第8回日本映画批評家大賞 スターライト賞
  - 第3回日本インターネット映画大賞 監督賞
- 『船を降りたら彼女の島』
  - 2003年度International Family Film Festival(IFFF)　長編・ドラマ部門賞